# Гуторівщина (Вілейський район)
Гуторівщина (біл. вёска Гутараўшчына) — село в складі Вілейського району Мінської області, Білорусь. Село підпорядковане Костеневицькій сільській раді, розташоване в північній частині області.

## Історія
У 1921–1945 роках село знаходилось у Польщі, у Вільнюськім воєводстві, Вілейського повіту, у гміні Ілля, з 1932 у гміні Костеневичі.

## Населення
- 1921 рік — 56 людини, 9 будинків[1].
- 1931 рік — 41 людини, 7 будинків[2].